# Madhoganj
Madhoganj é uma cidade e uma nagar panchayat no distrito de Hardoi, no estado indiano de Uttar Pradesh.

## Geografia
Madhoganj está localizada a 27° 07′ N, 80° 09′ L. Tem uma altitude média de 131 metros (429 pés).

## Demografia
Segundo o censo de 2001, Madhoganj tinha uma população de 9861 habitantes. Os indivíduos do sexo masculino constituem 54% da população e os do sexo feminino 46%. Madhoganj tem uma taxa de literacia de 61%, superior à média nacional de 59.5%: a literacia no sexo masculino é de 66% e no sexo feminino é de 55%. Em Madhoganj, 15% da população está abaixo dos 6 anos de idade.